# Finomtest
A finomtest (szanszkrit: linga-saríra vagy szúksma-saríra) a nem-fizikai (éteri) test neve az ind filozófiában és különféle ezoterikus, okkult és misztikus tanításokban. Megtalálható az indiai vallásokban, a hinduizmus, a buddhizmus és a dzsainizmus filozófiájában, főként a tantrában és a jógában.

## Hinduizmus
Másik elnevezése, a purjastaka (nyolcas város) a finomtest tattvák szerinti felosztására utal, e test ugyanis öt tanmátrából, vagy finomelemből (hang, tapintás, alak, íz, szag) és az antah karanából, a három részre tagolódó (buddhi, ahankára, manasz) belső eszközből áll.
A védánta egyik felosztása szerint 17 részből áll a finomtest:
- öt prána
- tíz cselekvési és megismerési szerv
- a manasz
- a buddhi

A finomtest az a hordozó, amelyen a lélek (dzsíva) végighalad a szanszárán, illetve azokat a karmikus magvakat (szanszkárák) szállítja, amelyek meghatározzák a fizikai testet és az egyén sorsát. Az élőlény halálakor csak a durva-test pusztul el, a finomtest újjászületik.
A finomtesten túl helyezkedik el a kauzális (kárana) vagy legfőbb (pará) test. A kauzális, a finom- és durva-test megfelel a mély-alvás, az álom és az ébrenlét állapotainak.

## Tantrizmus
A tantrizmus részletesen leírja a finomtest struktúráját, eszerint a finomtesthez energiaközpontok (csakrák) tartoznak, amelyeket csatornák (nádik) kötnek össze; az utóbbiakon áramlik az életerő (prána) és tartja fenn a test működését.